# Monville
Monville est un village de la commune belge de Hotton située en Région wallonne dans la province de Luxembourg. Avant la fusion des communes de 1977, il faisait partie de la commune de Fronville.

## Géographie
Monville se trouve à trois kilomètres au nord du village de Hotton, sur la rive gauche de l’Ourthe, un affluent de la Meuse.